# حسین چالایان
حسین چالایان (ترکی استانبولی: Hüseyin Çağlayan؛ زادهٔ ۱۲ اوت ۱۹۷۰) طراح مد، استاد دانشگاه، طراح صحنه و لباس، تاجر، هنرمند، و فیلم‌ساز اهل قبرس شمالی است. او تاکنون دو مرتبه برنده جایزه
British Designer of the Year شده‌است.